# Tom Pickett

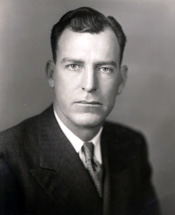
Tom Pickett

Thomas Augustus „Tom“ Pickett (* 14. August 1906 in Travis, Falls County, Texas; † 7. Juni 1980 in Leesburg, Florida) war ein US-amerikanischer Politiker. Zwischen 1945 und 1952 vertrat er den Bundesstaat Texas im US-Repräsentantenhaus.

## Werdegang
Tom Pickett besuchte die öffentlichen Schulen in Palestine und studierte danach an der University of Texas in Austin. Nach einem Jurastudium und seiner 1929 erfolgten Zulassung als Rechtsanwalt begann er in Palestine in diesem Beruf zu arbeiten. Zwischen 1931 und 1935 war Pickett Staatsanwalt im Anderson County; von 1935 bis 1945 übte er diesen Posten im dritten Gerichtsbezirk seines Staates aus. Gleichzeitig begann er als Mitglied der Demokratischen Partei eine politische Laufbahn.
Bei den Kongresswahlen des Jahres 1944 wurde Pickett im siebten Wahlbezirk von Texas in das US-Repräsentantenhaus in Washington, D.C. gewählt, wo er am 3. Januar 1945 die Nachfolge von Nat Patton antrat. Nach drei Wiederwahlen konnte er bis zu seinem Rücktritt am 30. Juni 1952 im Kongress verbleiben. In seine Zeit im Kongress fielen das Ende des Zweiten Weltkrieges, der Beginn des Kalten Krieges und innenpolitisch der Auftakt zur Bürgerrechtsbewegung.
Zwischen 1952 und 1961 war Pickett Vizepräsident der National Coal Association; von 1961 bis 1967 fungierte er als Vizepräsident der Association of American Railroads. Er verbrachte seinen Lebensabend in Leesburg, wo er am 7. Juni 1980 starb.